# Proto-antofillite
La proto-antofillite (simbolo IMA: Path) è un minerale molto raro del supergruppo dell'anfibolo, all'interno del quale viene collocato nel "gruppo degli anfiboli con W(OH,F,Cl)-dominante" e da lì al sottogruppo degli anfiboli di magnesio-ferro-manganese dove occupa un posto nel "gruppo contenente la radice antofillite nel nome"; essendo un anfibolo, appartiene agli inosilicati e pertanto alla famiglia minerale dei "silicati", e possiede composizione chimica ☐Mg2Mg5Si8O22(OH)2.
La proto-antofillite è un dimorfo dell'antofillite e della cummingtonite.

## Etimologia e storia
Già nel 1960 erano stati sintetizzati degli anfiboli che cristallizzano secondo il gruppo spaziale Pnmn (chiamati protoanfiboli); nel 1989 sono stati descritti i primi protoanfiboli naturali e infine nel 2002 è stata pubblicata la descrizione della scoperta del termine ricco di magnesio fra gli scarti della miniera dismessa di cromite ubicata a Takase (prefettura di Okayama, in Giappone); precedentemente era classificato come appartenente al gruppo degli anfiboli Mg-Fe-Mn-Li e la prima descrizione è stata pubblicata nel 2002 e approvata dall'Associazione Mineralogica Internazionale (IMA) con il nome di protoantofillite che è stato cambiato in quello attuale in seguito alla revisione della nomenclatura del supergruppo dell'anfibolo nel 2012.

## Classificazione
Nella classica nona edizione della sistematica dei minerali di Strunz, aggiornata dall'Associazione Mineralogica Internazionale fino al 2009, elenca la proto-antofillite con il "vecchio" nome protoantofillite e la colloca nella classe "9. Silicati (germanati)" e da lì nella sottoclasse "9.D Inosilicati"; questa viene ulteriormente suddivisa in base alla struttura cristallina del minerale in modo tale che la proto-antofillite possa essere trovata nella sezione "9.DE Inosilicati con catene doppie di periodo 2, Si4O11; clinoanfiboli" dove forma il sistema nº 9.DE.05.
Nell'edizione successiva, proseguita dal database "mindat.org", classe e sottoclasse restano invariate, ma la sezione di destinazione cambia in seguito alla scoperta della struttura ortorombica (e non monoclina) del minerale; pertanto qui la proto-antofillite viene collocata nella sezione "9.DD Inosilicati con catene doppie di periodo 2, Si4O11; ortoanfiboli".
Nella Sistematica dei lapis (Lapis-Systematik) di Stefan Weiß la proto-antofillite si trova nella classe dei "silicati" e nella sottoclasse degli "inosilicati"; qui si trova nella sezione riservata ai minerali con struttura "[Si4O11] a due bande 6-; anfiboli ortorombici" dove forma il sistema nº VIII/F.12.
Anche la classificazione dei minerali secondo Dana, usata principalmente nel mondo anglosassone, elenca la proto-antofillite nella famiglia dei "silicati", qui è nella classe degli "inosilicati: catene doppie non ramificate, W=2" e nella sottoclasse degli "inosilicati: catene doppie non ramificate, configurazione anfibolo W=2" dove forma il sistema nº 66.01.02.

## Abito cristallino
La proto-antofillite cristallizza nel sistema ortorombico nel gruppo spaziale Pnnm (gruppo nº 58) con i parametri reticolari a = 9,3553(8) Å, b = 17,9308(15) Å e c = 5,3117(4) Å oltre ad avere 2 unità di formula per cella unitaria.

## Origine e giacitura
La proto-antofillite è stata trovata nel serpentino alterato termicamente associata a forsterite, talco, minerali del serpentino, clorite, spinello ricco in cromo, magnetite, pentlandite e calcite. Alcuni cristalli contengono lamelle di antofillite e altri piriboli. Probabilmente si è formata in seguito a reazioni di metamorfismo di contatto a partire da forsterite e talco o come inversione dall'antofillite.
La proto-antofillite è molto rara ed è stata trovata solo nella sua località tipo, la miniera di "Takase" nella prefettura di Okayama (Giappone) e, sempre in Giappone, sul monte Hayachine nei pressi di Hanamaki (prefettura di Iwate), oltre che nel complesso ultrafemico di "Tari-Misaka" nella prefettura di Tottori. Altro sito di ritrovamento è il monte Stove nella contea di El Paso (in Colorado, Stati Uniti).

## Forma in cui si presenta in natura
La proto-antofillite è stata scoperta sotto forma di cristalli prismatici lunghi fino a 5 mm allungati in direzione dell'asse {\displaystyle c}. Il minerale è trasparente con lucentezza vitrea; il colore va dal bianco all'incolore mentre quello del suo striscio è bianco.